# الحدود السورية اللبنانية

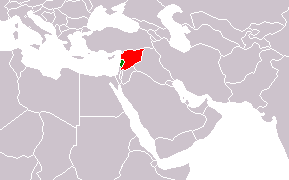
موقع سوريا (بالأحمر) ولبنان (بالأخضر) في قارة آسيا

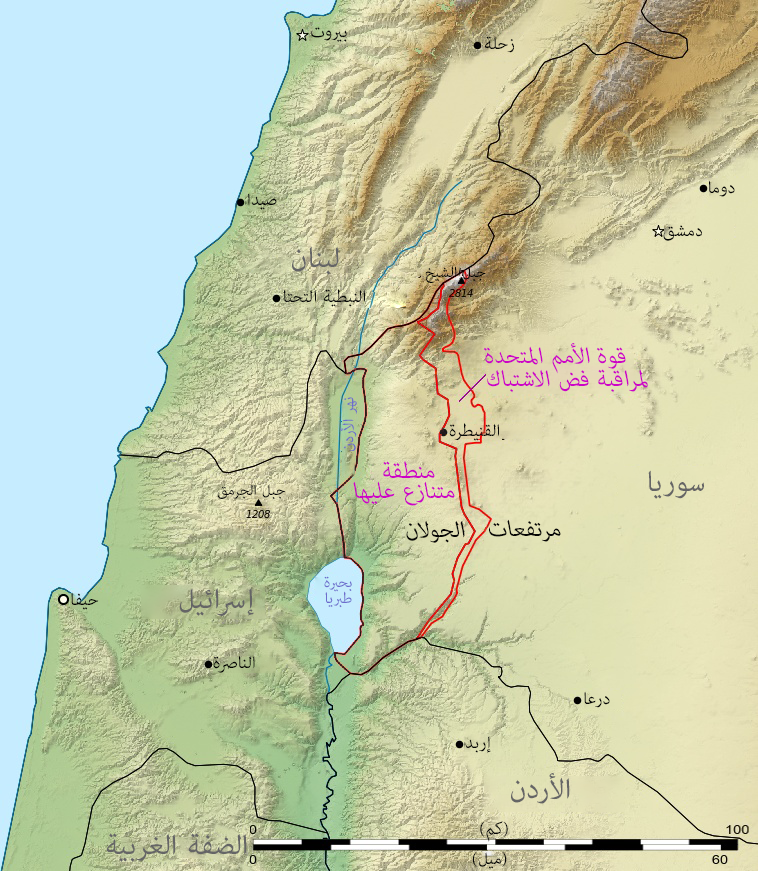
خريطة منطقة هضبة الجولان

الحدود السورية اللبنانية هي الحدود بين الجمهورية العربية السورية والجمهورية اللبنانية والتي تمتد بطول حوالي 375 كيلومتر (233 ميل) وتُشكل معظم الأراضي الحدودية من لبنان (باستثناء الحدود مع فلسطين في الجنوب).
تمتد الحدود شرقا من ساحل البحر الأبيض المتوسط في أعقاب النهر الكبير الجنوبي، وتوجد على مشارف الحدود اللبنانية السورية بعض المدن والقرى من قبيل منطقة عكار في الشمال الغربي ثم بحيرة قطينة والعاصي (34°27′18″N 36°29′24″E / 34.455°N 36.490°E) بالإضافة إلى سهل البقاع الذي يُشكل الطريق الرئيسية التي تربط بين القاع والقصير (34°25′18″N 36°32′36″E / 34.4217°N 36.5433°E) فوصولا إلى جبال لبنان الشرقية التي تقع في حوالي 34°13′N 36°36′E / 34.22°N 36.60°E. حاليا باتت الحدود لبنانية-سورية-إسرائيلية وذلك بعد احتلال الجولان من قبل إسرائيل عام 1947 ثم عام 1949 وأصبح نهر الحاصباني أحد روافد نهر الأردن (33°14′32″N 35°37′28″E / 33.2422°N 35.6244°E) مشكلا أيضا للحدود السورية اللبنانية.
تم إنشاء الحدود بين الدولتين عام 1920 تحت الانتداب الفرنسي على كل من سوريا ولبنان مع إنشاء حدود أكبر للبنان ولكن نظرا إلى تاريخ للمشاركة السياسية السورية في لبنان منذ 1970 فإن الحدود لم تكن ثابتة أو رسمية أو محددة بدقة على الرغم من المطالب اللبنانية في هذا الشأن. جذير بالذكر هنا أن الخرائط التي ترسم الحدود السورية اللبنانية تُظهر تباينات كبيرة في التفاصيل، فمثلا قرية دير عشاير (غرب دمشق) هي مثال على الأراضي التي يطالب بها البلدين فتارة يتم ضمها للبنان وتارة أخرى تُعتبر ضمن الأراضي السورية ونفس الأمر بالنسبة لمزارع شبعا.

## المعابر الحدودية
- المعبر الحدودي الساحلي العريضة.
- معبر الدبوسية.
- معبر تلكلخ.
- المعبر الحدودي الجوسية.
- المعبر الحدودي حمرا.
- معبر المصنع الحدودي على الطريق بين دمشق وبيروت.